# Palaemonetes mesopotamicus
Palaemonetes mesopotamicus is een garnalensoort uit de familie van de Palaemonidae. De wetenschappelijke naam van de soort is voor het eerst geldig gepubliceerd in 1913 door Pesta.